# Иван Дянков
Иван Дянков е български футболист, който играе за ФК Кортен 2012 като полузащитник. Роден е на 25 август 1996 г. Висок e 176 см. Юноша на Левски (София).

## Кариера

### Спартак Плевен
След като излиза от Детско-юношеската школа на Левски (София) се присъединява към Спартак (Плевен).